# Takako Irie
Takako Irie (入江 たか子 Irie Takako?, 7 de febrero de 1911 - 12 de enero de 1995) fue una actriz de cine japonesa.
Nació en Tokio, se graduó en la escuela Bunka Gakuin y empezó su carrera como actriz tras firmar un contrato con Nikkatsu Corporation en 1927. Irie se convirtió en una actriz importante, incluso fundó su propia compañía, Irie Productions, en 1932. Apareció en una de las películas mudas más famosas de Kenji Mizoguchi, The Water Magician, Irie apareció en varios anuncios, así como en productos comerciales. Irie fue el objeto de una pintura del artista Nakamura Daizaburō, la pintura apareció en 1930 en Teiten (Exposición Imperial), todavía se encuentra como colección en el Museo de Arte de Honolulu; también se produjeron muñecos japoneses inspirados en esa pintura.
Irie fue considerada como la "actriz de los gatos fantasmas" (bakeneko joyū) por aparecer en una serie de películas de género kaidan (historias de fantasmas). Uno de sus últimos papeles más famosos fue en la película de Akira Kurosawa Sanjuro, interpretando a la esposa de Mutsuta, donde le advierte a Sanjuro (Toshirō Mifune) que 'las mejores estancias de la espada es en la vaina'.
Su esposo, Michiyoshi Tamura, era productor de cine. Tuvieron una hija, Wakaba Irie, quién también fue actriz. El hermano de Irie, Yasunaga Higashibōjō, fue un director de cine y escritor.

## Filmografía
| Año  | Título                    |
| ---- | ------------------------- |
| 1929 | Tokyo March               |
| 1933 | The Water Magician        |
| 1939 | Sinceridad (Magokoro)     |
| 1944 | The Most Beautiful        |
| 1949 | Odoroki ikka              |
| 1953 | Ghost of Saga Mansion     |
| 1953 | Ghost-Cat of Arima Palace |
| 1962 | Sanjuro                   |
| 1983 | Toki o Kakeru Shōjo       |